# Callispa elegans
Callispa elegans es un coleóptero de la familia Chrysomelidae.
Fue descrita científicamente por primera vez en 1876 por Baly. Se encuentra en el sur de Asia.